# Костюк Трохим Якович
Трохим Якович Костюк (19 вересня 1905, село Ковалівка Подільської губернії, тепер Немирівського району Вінницької області — загинув у вересні 1941, біля села Черевки, тепер Згурівського району Київської області) — український радянський партійний діяч. Член ЦК КП(б)У в 1940—1941 р. Депутат Верховної Ради СРСР 1-го скликання з 1941 року.

## Біографія
Народився в родині селянина-бідняка. Після смерті батька, починаючи з 1921 року, працював чорноробом, старшим кондуктором товарних поїздів.
Член ВКП(б) з 1926 року.
У 1926—1931 роках — голова місцевого комітету руху і телеграфу станції Христинівка Південно-Західної залізниці. У 1931—1933 роках — завідувач торговельних підприємств на станціях Христинівка і Козятин Південно-Західної залізниці. У 1933—1935 роках — начальник мобільної групи Дорожнього відділу робітничого постачання Південно-Західної залізниці.
У 1935—1937 роках — студент Української академії радянської торгівлі, яку заочно закінчив в 1941 році.
У 1937—1938 роках — завідувач торговельного відділу Київського обласного виконавчого комітету. З 1938 року — заступник голови, виконувач обов'язків голови виконавчого комітету Київської обласної ради депутатів трудящих.
З 7 січня 1940 по вересень 1941 року — голова виконавчого комітету Київської обласної ради депутатів трудящих. З червня 1941 року — член міського штабу оборони Києва.
Загинув у вересні 1941, біля села Черевки Березанського району, тепер Згурівського району Київської області.
На честь Трохима Костюка в Києві з 1965 до 2021 року була названа вулиця. 4 листопада 2021 року вулицю перейменували на честь професора Отто Ейхельмана.

## Родина
Дружина — Костюк Марія Адамівна (1908, місто Христинівка Київської губернії, тепер Черкаської області) — українська радянська партійна діячка, секретар Ленінського райкому КП(б)У міста Києва. Кандидат в члени ЦК КП(б)У в 1949—1952 р. Працювала завідувачем приймальної голови Президії Верховної Ради Української РСР.
Донька — Костюк Нінель Трохимівна (2 грудня 1926 — 19 жовтня 2019) — українська учена-філософ. Доктор філософських наук, професор. Академік АН ВШ України з 2007 р. Перша жінка-доктор філософських наук в Україні. Завідувачка кафедри філософії природничих наук Київського державного університету ім. Т. Шевченка (1968—1988), головний редактор журналу «Філософські проблеми сучасного природознавства» (1968—1988).
Син - Костюк Олег Трохимович (27.05.1941) відомий український лікар-нарколог, один з перших учнів відомого нарколога Довженко, Олег Трохимович відкрив першу в Україні наркологічну амбулаторію. 
Онука — Костюк Богдана Олегівна, українська журналістка.
Онука - Костюк (Лєсова) Марія Олегівна (20.10.1978)
Правнучка — Дереповська Катерина Володимирівна (01.05.1980), дипломат.

## Нагороди
- орден Знак Пошани (7.02.1939)